# Phthiracarus pygmaeus
Phthiracarus pygmaeus är en kvalsterart som beskrevs av Balogh 1958. Phthiracarus pygmaeus ingår i släktet Phthiracarus och familjen Phthiracaridae. Inga underarter finns listade i Catalogue of Life.